# S.P.A.L. 2018-2019
Questa voce raccoglie le informazioni riguardanti la S.P.A.L. nelle competizioni ufficiali della stagione 2018-2019.

## Stagione
Per la stagione 2018-2019 la società estense si assicura l'apporto di Bonifazi, Valdifiori, Fares e Petagna oltre a confermare i punti di forza della promozione e della conseguente salvezza. Il campionato fa registrare una partenza al di sopra delle attese, con 9 punti in 4 giornate che valgono il secondo posto temporaneo. Successivamente, la SPAL attraversa un periodo di crisi che perdura per il resto del girone di andata; pur concludendo la prima parte di torneo a 17 punti, con un rassicurante margine sulla zona-retrocessione, i biancazzurri mancano la vittoria per oltre tre mesi. Il ritorno al successo avviene solamente a fine gennaio, quando la squadra (potenziata dagli acquisti di Viviano e Murgia) espugna in rimonta il campo del Parma.
A tale affermazione segue un'altra fase negativa, che vede la compagine ferrarese mancare l'appuntamento col trionfo per sei giornate; ben più prolifico è invece il periodo primaverile, con i biancazzurri che riportano sei vittorie in otto turni. A farne le spese sono, tra le altre, Roma, Lazio e Juventus, costretta a rinviare la festa-scudetto proprio per effetto del knock-out. In trasferta, risultano invece decisive le affermazioni contro squadre coinvolte nella lotta per evitare la B: la SPAL batte infatti Frosinone, Empoli e Chievo, garantendosi in anticipo la permanenza in A per la stagione successiva. A calare il sipario sul torneo sono tre sconfitte consecutive, a seguito delle quali gli spallini si attestano in tredicesima posizione con 42 punti. Andrea Petagna, con 16 reti all'attivo, mette a segno il record di marcature in una singola stagione di Serie A nella SPAL, detenuto in precedenza da Bülent e Massei a quota 13.

## Divise e sponsor
Lo sponsor tecnico per la stagione 2018-2019 è ancora Macron, mentre lo sponsor ufficiale apposto sulla maglia rimane Tassi Group. Una novità assoluta di questa stagione è costituita dallo sponsor di manica, spazio occupato a partire dall'ottava giornata di campionato dal marchio Pentaferte.
La divisa casalinga presenta su torso e maniche la consueta palatura bianco-azzurra a strisce sottili; sul dorso i pali occupano la sola parte bassa della maglia, lasciando il resto dello spazio in bianco, onde meglio collocarvi numeri e personalizzazioni (declinate in nero). Il colletto è a V. Le si abbinano calzoncini bianchi con profili e risvolti azzurri, calzettoni bianchi con risvolto a fascette alternate nei due colori sociali.
La divisa esterna è quasi interamente arancione: i colori sociali sono rappresentati da una banda trasversale bianca e azzurra (che interseca lo stemma societario), dal colletto a girocollo bianco-azzurro e dai risvolti delle maniche, anch'essi biancazzurri. Arancioni sono anche calzoncini e calzettoni, coi colori sociali a connotare profili e risvolti.
La terza divisa è caratterizzata da una tinta blu navy: suo tratto particolare è la riproduzione della curva ovest dello stadio Paolo Mazza serigrafata sul basso torso. I risvolti delle maniche sono bianchi e azzurri, mentre il colletto alla coreana è bianco. Sul retro la scritta S.P.A.L. è ricamata in caratteri color oro. La divisa si completa con shorts blu navy con inserti bianchi e calzettoni blu navy con bordo superiore bianco con riga azzurra e al centro in verticale, in bianco, il logo della squadra.
| Casa | Trasferta | Terza divisa |

## Organigramma societario
Area direttiva
- Presidente: Walter Mattioli
- Patron: Simone Colombarini, Francesco Colombarini
- Direttore generale: Andrea Gazzoli
- Responsabile amministrazione, finanza e controllo: Nicola Argentini
- Direttore commerciale: Alessandro Crivellaro

Area organizzativa
- Segretario generale: Stefano Salis
- Segretario sportivo: Andrea Bernardelli
- Segretario organizzativo: Monica Mattioli
- Team manager: Alessandro Andreini
- Stadium manager: Pietro Pelucchi
- Delegata alla sicurezza: Fabiana Lorenzoni
- Vicedelegato alla sicurezza: Stefano Furlanetto
- Supporter liaison officer: Sandro Mingozzi

Area comunicazione e marketing 
- Responsabile comunicazione: Enrico Menegatti
- Addetto stampa: Andrea Benazzi
- Responsabile marketing: Erika Antonioli
- Sales manager: Simona Ragusa
- Responsabile multimedia: Mirco Gadda
- Responsabile biglietteria: Marinella Casoni

Area tecnica
- Responsabile: Davide Vagnati
- Allenatore: Leonardo Semplici
- Allenatore in seconda: Andrea Consumi
- Preparatore atletico: Yuri Fabbrizzi
- Preparatore dei portieri: Cristiano Scalabrelli
- Collaboratori tecnici: Giovanni Vio, Rossano Casoni, Alessio Rubicini

Area sanitaria
- Responsabile: Raffaella Giagnorio
- Medico sociale: Francesco Palummieri
- Recupero infortunati: Riccardo Ori, Fabrizio Franceschetti
- Fisioterapisti: Daniele Zannini, Matteo Evangelisti, Piero Bortolin

## Organico

### Rosa
Rosa e numerazione sono aggiornate al 26 maggio 2019.

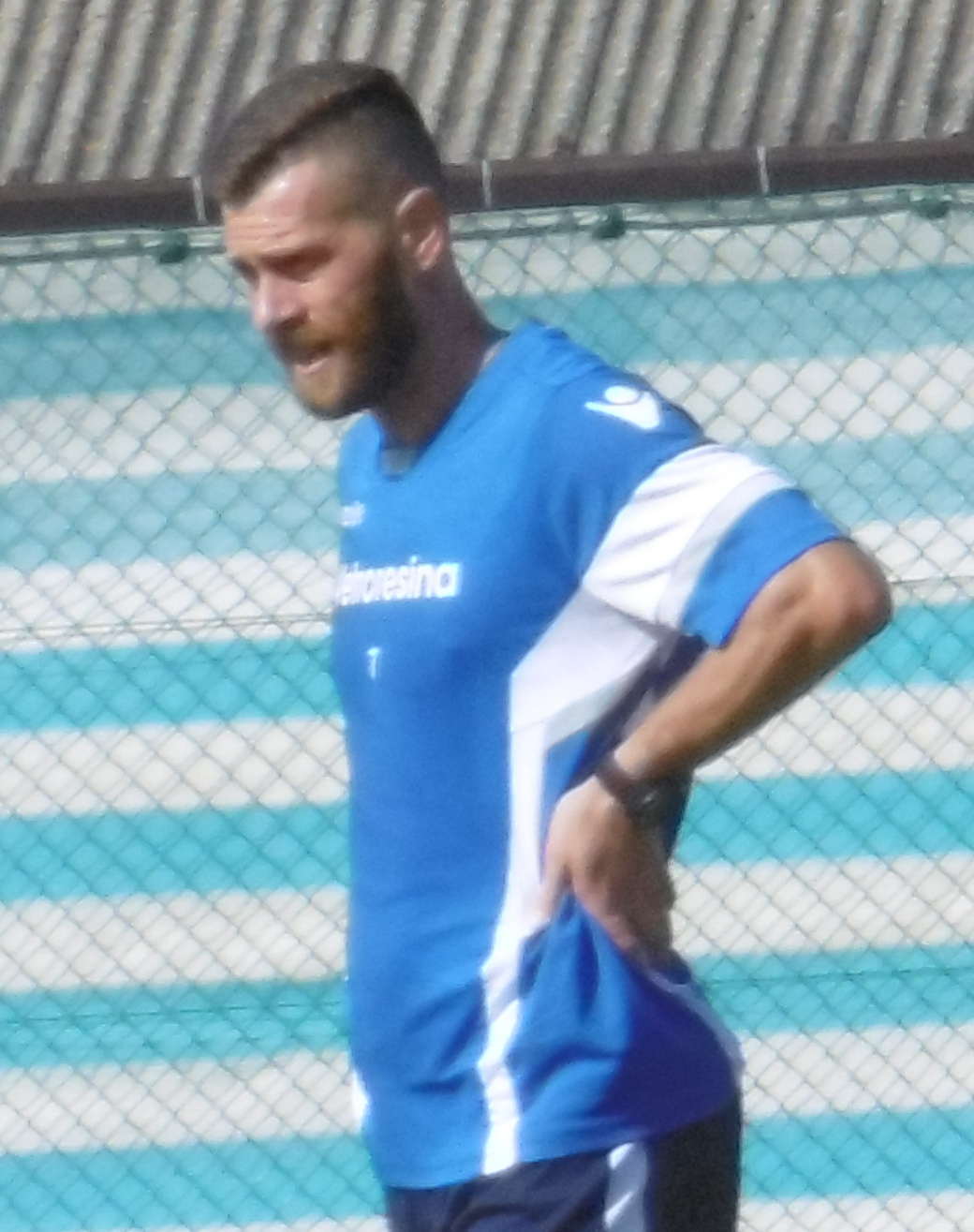
Mirco Antenucci, il capitano nella stagione 2018-2019.

| N. |                     | Ruolo | Calciatore                 |
| -- | ------------------- | ----- | -------------------------- |
| 1  | Senegal (bandiera)  | P     | Alfred Gomis               |
| 2  | Italia (bandiera)   | P     | Emiliano Viviano           |
| 3  | Svizzera (bandiera) | D     | Johan Djourou              |
| 4  | Polonia (bandiera)  | D     | Thiago Cionek              |
| 5  | Croazia (bandiera)  | D     | Lorenco Šimić              |
| 6  | Italia (bandiera)   | C     | Simone Missiroli           |
| 7  | Italia (bandiera)   | A     | Mirco Antenucci (capitano) |
| 8  | Italia (bandiera)   | C     | Mattia Valoti              |
| 10 | Italia (bandiera)   | A     | Sergio Floccari            |
| 11 | Italia (bandiera)   | A     | Gabriele Moncini           |
| 11 | Italia (bandiera)   | C     | Alessandro Murgia          |
| 12 | Italia (bandiera)   | P     | Andrea Fulignati           |
| 13 | Italia (bandiera)   | D     | Vasco Regini               |
| 14 | Italia (bandiera)   | D     | Kevin Bonifazi             |
| 16 | Italia (bandiera)   | C     | Mirko Valdifiori           |
| 17 | Italia (bandiera)   | P     | Giacomo Poluzzi            |
| 19 | Slovenia (bandiera) | C     | Jasmin Kurtić              |
| 21 | Italia (bandiera)   | C     | Salvatore Esposito         |
| 22 | Senegal (bandiera)  | P     | Demba Thiam                |
| 23 | Italia (bandiera)   | D     | Francesco Vicari           |
| 24 | Italia (bandiera)   | D     | Lorenzo Dickmann           |

| N. |                       | Ruolo | Calciatore             |
| -- | --------------------- | ----- | ---------------------- |
| 25 | Brasile (bandiera)    | C     | Everton Luiz           |
| 27 | Brasile (bandiera)    | D     | Felipe Dal Bello       |
| 28 | Italia (bandiera)     | C     | Pasquale Schiattarella |
| 29 | Italia (bandiera)     | C     | Manuel Lazzari         |
| 32 | Serbia (bandiera)     | P     | Vanja Milinković-Savić |
| 33 | Italia (bandiera)     | D     | Filippo Costa          |
| 37 | Italia (bandiera)     | A     | Andrea Petagna         |
| 43 | Italia (bandiera)     | A     | Alberto Paloschi       |
| 45 | Serbia (bandiera)     | A     | Lazar Nikolić          |
| 77 | Italia (bandiera)     | C     | Federico Viviani       |
| 90 | Italia (bandiera)     | A     | Jacopo Murano          |
| 90 | Italia (bandiera)     | C     | Marco Spina            |
| 93 | Algeria (bandiera)    | C     | Mohamed Fares          |
| 94 | Italia (bandiera)     | C     | Andrea Rizzo Pinna     |
| 95 | Montenegro (bandiera) | A     | Marko Janković         |
| 96 | Romania (bandiera)    | C     | Ricardo Farcas         |
| 97 | Italia (bandiera)     | C     | Mattia Vitale          |
| 97 | Lituania (bandiera)   | C     | Karolis Uzėla          |
| 98 | Italia (bandiera)     | D     | Matteo Salvi           |
| 99 | Francia (bandiera)    | D     | Thomas Coulange        |

## Calciomercato

### Sessione estiva(dal 1/7 al 17/8)
| Acquisti         | Acquisti               | Acquisti       | Acquisti                                         |
| R.               | Nome                   | da             | Modalità                                         |
| ---------------- | ---------------------- | -------------- | ------------------------------------------------ |
| P                | Vanja Milinković-Savić | Torino         | prestito                                         |
| P                | Demba Thiam            | Fano           | fine prestito                                    |
| D                | Johan Djourou          | Antalyaspor    | svincolato                                       |
| D                | Lorenco Šimić          | Sampdoria      | prestito con diritto di opzione e contro-opzione |
| D                | Kevin Bonifazi         | Torino         | prestito con diritto di opzione e contro-opzione |
| D                | Lorenzo Dickmann       | Novara         | prestito con obbligo di riscatto                 |
| C                | Mohamed Fares          | Verona         | prestito con obbligo di riscatto                 |
| C                | Mirko Valdifiori       | Torino         | definitivo                                       |
| C                | Salvatore Esposito     | Inter          | definitivo                                       |
| C                | Simone Missiroli       | Sassuolo       | definitivo                                       |
| C                | Mattia Valoti          | Verona         | prestito con obbligo di riscatto                 |
| A                | Andrea Petagna         | Atalanta       | prestito con obbligo di riscatto                 |
| A                | Gabriele Moncini       | Cesena         | svincolato                                       |
| Altre operazioni |                        |                |                                                  |
| R.               | Nome                   | da             | Modalità                                         |
| P                | Alfred Gomis           | Torino         | riscatto del cartellino                          |
| P                | Maurice Gomis          | Nocerina       | svincolato                                       |
| D                | Bartosz Salamon        | Cagliari       | riscatto del cartellino                          |
| D                | Fabio Della Giovanna   | Arezzo         | fine prestito                                    |
| D                | Michele Cremonesi      | Virtus Entella | fine prestito                                    |
| D                | Andrea Gemignani       | Gavorrano      | fine prestito                                    |
| D                | Riccardo Mastrilli     | Pontedera      | fine prestito                                    |
| C                | Federico Viviani       | Verona         | riscatto del cartellino                          |
| C                | Alessandro Bellemo     | Padova         | fine prestito                                    |
| C                | Michele Castagnetti    | Empoli         | fine prestito                                    |
| C                | Shaka Mawuli Eklu      | Fano           | fine prestito                                    |
| C                | Francesco Posocco      | Pontedera      | fine prestito                                    |
| C                | Gabriel Strefezza      | Juve Stabia    | fine prestito                                    |
| C                | Jasmin Kurtić          | Atalanta       | riscatto del cartellino                          |
| A                | Tommaso Costantini     | Ravenna        | fine prestito                                    |
| A                | Mattia Finotto         | Ternana        | fine prestito                                    |
| A                | Jacopo Murano          | Trapani        | fine prestito                                    |
| A                | Alberto Paloschi       | Atalanta       | riscatto del cartellino                          |

| Cessioni         | Cessioni             | Cessioni       | Cessioni                                         |
| R.               | Nome                 | a              | Modalità                                         |
| ---------------- | -------------------- | -------------- | ------------------------------------------------ |
| P                | Alex Meret           | Udinese        | fine prestito                                    |
| P                | Gabriele Marchegiani | Gubbio         | svincolato                                       |
| D                | Bartosz Salamon      | Frosinone      | prestito con obbligo di riscatto                 |
| D                | Sauli Väisänen       | Crotone        | prestito                                         |
| D                | Federico Mattiello   | Atalanta       | fine prestito                                    |
| D                | Pa Konate            | FC Cincinnati  | prestito con diritto di riscatto                 |
| D                | Boukary Dramé        | -              | svincolato                                       |
| C                | Eros Schiavon        | Pro Vercelli   | svincolato                                       |
| C                | Alberto Grassi       | Napoli         | riscatto del cartellino                          |
| A                | Marco Borriello      | UD Ibiza       | risoluzione contratto                            |
| A                | Federico Bonazzoli   | Sampdoria      | fine prestito                                    |
| Altre operazioni |                      |                |                                                  |
| R.               | Nome                 | a              | Modalità                                         |
| P                | Maurice Gomis        | Siracusa       | prestito                                         |
| D                | Michele Cremonesi    | Perugia        | prestito                                         |
| D                | Fabio Della Giovanna | Südtirol       | prestito                                         |
| D                | Andrea Gemignani     | Sambenedettese | definitivo con diritto di opzione                |
| D                | Riccardo Mastrilli   | Teramo         | prestito                                         |
| C                | Filippo Artioli      | Viterbese      | prestito                                         |
| C                | Alessandro Bellemo   | Pro Vercelli   | prestito con diritto di opzione e contro-opzione |
| C                | Michele Castagnetti  | Cremonese      | definitivo                                       |
| C                | Shaka Mawuli Eklu    | Catanzaro      | prestito                                         |
| C                | Francesco Posocco    | Catanzaro      | definitivo                                       |
| C                | Gabriel Strefezza    | Cremonese      | prestito con diritto di opzione e contro-opzione |
| A                | Mattia Finotto       | Cittadella     | prestito con diritto di opzione e contro-opzione |

### Sessione invernale(dal 3/1 al 31/1)
| Acquisti         | Acquisti           | Acquisti         | Acquisti                         |
| R.               | Nome               | da               | Modalità                         |
| ---------------- | ------------------ | ---------------- | -------------------------------- |
| P                | Emiliano Viviano   | Sporting Lisbona | prestito                         |
| P                | Andrea Fulignati   | Ascoli           | prestito                         |
| D                | Vasco Regini       | Sampdoria        | prestito con diritto di riscatto |
| C                | Alessandro Murgia  | Lazio            | prestito                         |
| A                | Marko Janković     | Partizan         | definitivo                       |
| Altre operazioni |                    |                  |                                  |
| R.               | Nome               | da               | Modalità                         |
| P                | Marco Meneghetti   | Pordenone        | definitivo                       |
| P                | Maurice Gomis      | Siracusa         | fine prestito                    |
| D                | Riccardo Mastrilli | Teramo           | fine prestito                    |
| D                | Pa Konate          | FC Cincinnati    | fine prestito                    |

| Cessioni         | Cessioni               | Cessioni       | Cessioni                          |
| R.               | Nome                   | a              | Modalità                          |
| ---------------- | ---------------------- | -------------- | --------------------------------- |
| P                | Vanja Milinković-Savić | Torino         | fine prestito                     |
| P                | Demba Thiam            | Viterbese      | prestito                          |
| D                | Johan Djourou          | -              | risoluzione contratto             |
| C                | Everton Luiz           | Real Salt Lake | prestito con diritto di riscatto  |
| C                | Federico Viviani       | Frosinone      | prestito con diritto di riscatto  |
| C                | Mattia Vitale          | Carpi          | prestito                          |
| C                | Salvatore Esposito     | Ravenna        | prestito                          |
| A                | Gabriele Moncini       | Cittadella     | definitivo con diritto di opzione |
| Altre operazioni |                        |                |                                   |
| R.               | Nome                   | a              | Modalità                          |
| P                | Marco Meneghetti       | Pordenone      | prestito                          |
| P                | Maurice Gomis          | Kukësi         | prestito                          |
| D                | Riccardo Mastrilli     | Bisceglie      | prestito                          |
| D                | Pa Konate              | GIF Sundsvall  | risoluzione contratto             |
| A                | Tommaso Costantini     | Massese        | risoluzione contratto             |
| A                | Jacopo Murano          | Potenza        | risoluzione contratto             |

## Risultati

### Serie A

#### Girone di andata
| Arbitro: | Giacomelli (Trieste) |

|  |           |            |
|  | Marcatori | 71’ Kurtić |

| Arbitro: | Orsato (Schio) |

|               |           |  |
| Antenucci 49’ | Marcatori |  |

| Arbitro: | Pasqua (Tivoli) |

|              |           |  |
| N'Koulou 52’ | Marcatori |  |

| Arbitro: | Mariani (Aprilia) |

|                  |           |  |
| Petagna 50’, 56’ | Marcatori |  |

| Arbitro: | Ghersini (Genova) |

|                                     |           |  |
| Pjaca 18’ Milenković 28’ Chiesa 56’ | Marcatori |  |

| Arbitro: | Abbattista (Molfetta) |

|  |           |                        |
|  | Marcatori | 59’ Adjapong 90’ Matri |

| Arbitro: | La Penna (Roma) |

|                        |           |              |
| Linetty 25’ Defrel 60’ | Marcatori | 21’ Paloschi |

| Arbitro: | Maresca (Napoli) |

|              |           |                 |
| Paloschi 72’ | Marcatori | 14’, 78’ Icardi |

| Arbitro: | Pairetto (Nichelino) |

|  |           |                                 |
|  | Marcatori | 38’ (rig.) Petagna 56’ Bonifazi |

| Arbitro: | Chiffi (Padova) |

|  |           |                                     |
|  | Marcatori | 40’ Chibsah 53’ Ciano 89’ Pinamonti |

| Arbitro: | Guida (Torre Annunziata) |

|                                          |           |               |
| Immobile 26’, 35’ Cataldi 59’ Parolo 70’ | Marcatori | 28’ Antenucci |

| Arbitro: | Doveri (Roma) |

|                          |           |                          |
| Petagna 3’ Antenucci 71’ | Marcatori | 73’ Pavoletti 76’ Ioniță |

| Arbitro: | La Penna (Roma) |

|                           |           |  |
| Ronaldo 29’ Mandžukić 60’ | Marcatori |  |

| Arbitro: | Mazzoleni (Bergamo) |

|                |           |                       |
| Kurtić 5’, 67’ | Marcatori | 24’ Caputo 43’ Krunić |

| Arbitro: | Pasqua (Tivoli) |

|                   |           |             |
| Piątek 38’ (rig.) | Marcatori | 15’ Petagna |

| Ferrara 16 dicembre 2018, ore 12:30 CET 16ª giornata | SPAL            | 0 – 0 referto | Chievo | Stadio Paolo Mazza (11,882 spett.)\| Arbitro: \| Banti (Livorno) \| |
| Arbitro:                                             | Banti (Livorno) |               |        |                                                                     |

| Arbitro: | La Penna (Roma) |

|              |           |  |
| Albiol 45+1’ | Marcatori |  |

| Ferrara 26 dicembre 2018, ore 18:00 CET 18ª giornata | SPAL          | 0 – 0 referto | Udinese | Stadio Paolo Mazza (13,195 spett.)\| Arbitro: \| Doveri (Roma) \| |
| Arbitro:                                             | Doveri (Roma) |               |         |                                                                   |

| Arbitro: | Abisso (Palermo) |

|                            |           |             |
| Castillejo 16’ Higuaín 64’ | Marcatori | 13’ Petagna |

#### Girone di ritorno
| Arbitro: | Fabbri (Ravenna) |

|            |           |             |
| Kurtić 64’ | Marcatori | 24’ Palacio |

| Arbitro: | Abisso (Palermo) |

|                         |           |                                  |
| Inglese 11’ (rig.), 53’ | Marcatori | 70’ Valoti 75’ Petagna 87’ Fares |

| Ferrara 3 febbraio 2019, ore 12:30 CET 22ª giornata | SPAL              | 0 – 0 referto | Torino | Stadio Paolo Mazza (12,743 spett.)\| Arbitro: \| Mariani (Aprilia) \| |
| Arbitro:                                            | Mariani (Aprilia) |               |        |                                                                       |

| Arbitro: | Massa (Imperia) |

|                          |           |            |
| Iličić 57’ D. Zapata 79’ | Marcatori | 8’ Petagna |

| Arbitro: | Pairetto (Nichelino) |

|             |           |                                                          |
| Petagna 36’ | Marcatori | 44’ Fernandes 79’ (rig.) Veretout 80’ Simeone 88’ Gerson |

| Arbitro: | Maresca (Napoli) |

|            |           |                    |
| Peluso 43’ | Marcatori | 68’ (rig.) Petagna |

| Arbitro: | Pasqua (Tivoli) |

|              |           |                      |
| Kurtić 90+4’ | Marcatori | 4’, 11’ Quagliarella |

| Arbitro: | Calvarese (Teramo) |

|                              |           |  |
| Politano 67’ Gagliardini 77’ | Marcatori |  |

| Arbitro: | Rocchi (Firenze) |

|                              |           |                    |
| Fares 22’ Petagna 60’ (rig.) | Marcatori | 53’ (rig.) Perotti |

| Arbitro: | Di Bello (Brindisi) |

|  |           |            |
|  | Marcatori | 13’ Vicari |

| Arbitro: | Guida (Torre Annunziata) |

|                    |           |  |
| Petagna 89’ (rig.) | Marcatori |  |

| Arbitro: | Banti (Livorno) |

|                         |           |                      |
| Faragò 3’ Pavoletti 60’ | Marcatori | 18’ (rig.) Antenucci |

| Arbitro: | Doveri (Roma) |

|                           |           |          |
| Bonifazi 49’ Floccari 74’ | Marcatori | 30’ Kean |

| Arbitro: | Rocchi (Firenze) |

|                       |           |                                                    |
| Caputo 22’ Traorè 47’ | Marcatori | 38’ (rig.), 60’ Petagna 44’ Floccari 88’ Antenucci |

| Arbitro: | Massa (Imperia) |

|            |           |              |
| Felipe 36’ | Marcatori | 56’ Lapadula |

| Arbitro: | Ros (Pordenone) |

|  |           |                                        |
|  | Marcatori | 8’, 55’ Felipe 47’ Floccari 81’ Kurtić |

| Arbitro: | Abbattista (Molfetta) |

|                    |           |                         |
| Petagna 83’ (rig.) | Marcatori | 49’ Allan 88’ Mário Rui |

| Arbitro: | Fabbri (Ravenna) |

|                         |           |                        |
| Samir 5’ Okaka 31’, 35’ | Marcatori | 53’ Petagna 59’ Valoti |

| Arbitro: | Valeri (Roma) |

|                      |           |                                       |
| Vicari 28’ Fares 53’ | Marcatori | 18’ Çalhanoğlu 23’, 66’ (rig.) Kessié |

### Coppa Italia

#### Turni preliminari
| Arbitro: | Ghersini (Genova) |

|  |           |             |
|  | Marcatori | 46’ Petagna |

| Arbitro: | Di Paolo (Avezzano) |

|                           |           |              |
| Defrel 45+1’ Kownacki 82’ | Marcatori | 34’ Floccari |

## Statistiche
Statistiche aggiornate al 26 maggio 2019.

### Statistiche di squadra
| Competizione | Punti | In casa | In casa | In casa | In casa | In casa | In casa | In trasferta | In trasferta | In trasferta | In trasferta | In trasferta | In trasferta | Totale | Totale | Totale | Totale | Totale | Totale | DR  |
| Competizione | Punti | G       | V       | N       | P       | Gf      | Gs      | G            | V            | N            | P            | Gf           | Gs           | G      | V      | N      | P      | Gf     | Gs     | DR  |
| ------------ | ----- | ------- | ------- | ------- | ------- | ------- | ------- | ------------ | ------------ | ------------ | ------------ | ------------ | ------------ | ------ | ------ | ------ | ------ | ------ | ------ | --- |
| Serie A      | 42    | 19      | 5       | 7       | 7       | 20      | 26      | 19           | 6            | 2            | 11           | 24           | 30           | 38     | 11     | 9      | 18     | 44     | 56     | −12 |
| Coppa Italia | -     | 0       | 0       | 0       | 0       | 0       | 0       | 2            | 1            | 0            | 1            | 2            | 2            | 2      | 1      | 0      | 1      | 2      | 2      | 0   |
| Totale       | -     | 19      | 5       | 7       | 7       | 20      | 26      | 21           | 7            | 2            | 12           | 26           | 32           | 40     | 12     | 9      | 19     | 46     | 58     | −12 |

### Andamento in campionato
| Giornata  | 1 | 2 | 3 | 4 | 5 | 6 | 7  | 8  | 9  | 10 | 11 | 12 | 13 | 14 | 15 | 16 | 17 | 18 | 19 | 20 | 21 | 22 | 23 | 24 | 25 | 26 | 27 | 28 | 29 | 30 | 31 | 32 | 33 | 34 | 35 | 36 | 37 | 38 |
| --------- | - | - | - | - | - | - | -- | -- | -- | -- | -- | -- | -- | -- | -- | -- | -- | -- | -- | -- | -- | -- | -- | -- | -- | -- | -- | -- | -- | -- | -- | -- | -- | -- | -- | -- | -- | -- |
| Luogo     | T | C | T | C | T | C | T  | C  | T  | C  | T  | C  | T  | C  | T  | C  | T  | C  | T  | C  | T  | C  | T  | C  | T  | C  | T  | C  | T  | C  | T  | C  | T  | C  | T  | C  | T  | C  |
| Risultato | V | V | P | V | P | P | P  | P  | V  | P  | P  | N  | P  | N  | N  | N  | P  | N  | P  | N  | V  | N  | P  | P  | N  | P  | P  | V  | V  | V  | P  | V  | V  | N  | V  | P  | P  | P  |
| Posizione | 7 | 3 | 4 | 2 | 6 | 8 | 13 | 14 | 13 | 15 | 15 | 15 | 15 | 15 | 16 | 15 | 16 | 15 | 16 | 15 | 14 | 14 | 14 | 16 | 15 | 16 | 16 | 15 | 15 | 15 | 16 | 13 | 13 | 13 | 11 | 11 | 11 | 13 |

Legenda:

Luogo: C = Casa; T = Trasferta. Risultato: V = Vittoria; N = Pareggio; P = Sconfitta.

### Statistiche dei giocatori
In corsivo i giocatori ceduti a stagione in corso.
| Giocatore           | Serie A  | Serie A | Serie A     | Serie A    | Coppa Italia | Coppa Italia | Coppa Italia | Coppa Italia | Totale   | Totale | Totale      | Totale     |
| Giocatore           | Presenze | Reti    | Ammonizioni | Espulsioni | Presenze     | Reti         | Ammonizioni  | Espulsioni   | Presenze | Reti   | Ammonizioni | Espulsioni |
| ------------------- | -------- | ------- | ----------- | ---------- | ------------ | ------------ | ------------ | ------------ | -------- | ------ | ----------- | ---------- |
| M. Antenucci        | 35       | 5       | 0           | 0          | 1            | 0            | 0            | 0            | 36       | 5      | 0           | 0          |
| K. Bonifazi         | 27       | 2       | 2           | 0          | 1            | 0            | 0            | 0            | 28       | 2      | 2           | 0          |
| T. Cionek           | 31       | 0       | 12          | 2          | 2            | 0            | 1            | 0            | 33       | 0      | 13          | 2          |
| F. Costa            | 9        | 0       | 0           | 0          | 2            | 0            | 0            | 0            | 11       | 0      | 0           | 0          |
| L. Dickmann         | 6        | 0       | 1           | 0          | 1            | 0            | 0            | 0            | 7        | 0      | 1           | 0          |
| J. Djourou          | 5        | 0       | 0           | 0          | 1            | 0            | 0            | 0            | 6        | 0      | 0           | 0          |
| S. Esposito         | 0        | 0       | 0           | 0          | 0            | 0            | 0            | 0            | 0        | 0      | 0           | 0          |
| Everton Luiz        | 10       | 0       | 5           | 0          | 2            | 0            | 1            | 0            | 12       | 0      | 6           | 0          |
| M. Fares            | 35       | 3       | 12          | 0          | 1            | 0            | 0            | 0            | 36       | 3      | 12          | 0          |
| Felipe              | 30       | 3       | 13          | 0          | 1            | 0            | 0            | 0            | 31       | 3      | 13          | 0          |
| S. Floccari         | 20       | 3       | 3           | 0          | 1            | 1            | 0            | 0            | 21       | 4      | 3           | 0          |
| A. Fulignati        | 0        | 0       | 0           | 0          | 0            | 0            | 0            | 0            | 0        | 0      | 0           | 0          |
| A. Gomis            | 20       | -27     | 0           | 0          | 1            | 0            | 0            | 0            | 21       | -27    | 0           | 0          |
| M. Jankovic         | 4        | 0       | 1           | 0          | 0            | 0            | 0            | 0            | 4        | 0      | 1           | 0          |
| J. Kurtić           | 30       | 6       | 9           | 0          | 1            | 0            | 0            | 0            | 31       | 6      | 9           | 0          |
| M. Lazzari          | 33       | 0       | 7           | 0          | 1            | 0            | 1            | 0            | 34       | 0      | 8           | 0          |
| V. Milinković-Savić | 2        | -4      | 0           | 1          | 1            | -2           | 0            | 0            | 3        | -6     | 0           | 1          |
| S. Missiroli        | 34       | 0       | 9           | 0          | 0            | 0            | 0            | 0            | 34       | 0      | 9           | 0          |
| G. Moncini          | 1        | 0       | 0           | 0          | 1            | 0            | 0            | 0            | 2        | 0      | 0           | 0          |
| J. Murano           | 0        | 0       | 0           | 0          | 0            | 0            | 0            | 0            | 0        | 0      | 0           | 0          |
| A. Murgia           | 15       | 0       | 1           | 0          | 0            | 0            | 0            | 0            | 15       | 0      | 1           | 0          |
| A. Paloschi         | 23       | 2       | 3           | 0          | 2            | 0            | 0            | 0            | 25       | 2      | 3           | 0          |
| A. Petagna          | 36       | 16      | 8           | 0          | 1            | 1            | 0            | 0            | 37       | 17     | 8           | 0          |
| G. Poluzzi          | 1        | 0       | 0           | 0          | 0            | 0            | 0            | 0            | 1        | 0      | 0           | 0          |
| V. Regini           | 4        | 0       | 0           | 0          | 0            | 0            | 0            | 0            | 4        | 0      | 0           | 0          |
| P. Schiattarella    | 28       | 0       | 10          | 0          | 1            | 0            | 0            | 0            | 29       | 0      | 10          | 0          |
| L. Šimić            | 8        | 0       | 0           | 0          | 0            | 0            | 0            | 0            | 8        | 0      | 0           | 0          |
| D. Thiam            | 0        | 0       | 0           | 0          | 0            | 0            | 0            | 0            | 0        | 0      | 0           | 0          |
| S. Väisänen         | 0        | 0       | 0           | 0          | 1            | 0            | 0            | 0            | 1        | 0      | 0           | 0          |
| M. Valdifiori       | 15       | 0       | 3           | 0          | 1            | 0            | 0            | 0            | 16       | 0      | 3           | 0          |
| M. Valoti           | 24       | 2       | 6           | 0          | 1            | 0            | 0            | 0            | 25       | 2      | 6           | 0          |
| F. Vicari           | 28       | 2       | 6           | 0          | 1            | 0            | 1            | 0            | 29       | 2      | 7           | 0          |
| M. Vitale           | 0        | 0       | 0           | 0          | 1            | 0            | 0            | 0            | 1        | 0      | 0           | 0          |
| F. Viviani          | 0        | 0       | 0           | 0          | 1            | 0            | 1            | 0            | 1        | 0      | 1           | 0          |
| E. Viviano          | 17       | -25     | 0           | 0          | 0            | 0            | 0            | 0            | 17       | -25    | 0           | 0          |

## Giovanili

### Organigramma
Area direttiva
- Responsabile dell'area tecnica: Ruggero Ludergnani
- Responsabile organizzativo: Alessandro Orlandini
- Segretario amministrativo: Marco Bof
- Addetto comunicazione: Alessio Pugliese

Area tecnica - Primavera
- Direttore sportivo: Andrea Grammatica
- Allenatore: Marcello Cottafava
- Preparatore atletico: Carlo Oliani
- Preparatore portieri: Silvio Guariso
- Medico sociale: Gianni Mazzoni
- Fisioterapista: Vittorio Bronzi

Area tecnica - Under 17
- Allenatore: Fabio Perinelli

Area tecnica - Under 16
- Allenatore: Riccardo Bovo

Area tecnica - Under 15
- Allenatore: Claudio Rivalta

### Piazzamenti
- Primavera:
  - Campionato Primavera 2: 2º. Finalista play-off
  - Coppa Italia Primavera: Ottavi di finale
  - Torneo di Viareggio: Fase a gironi
- Allievi Nazionali (Under 17):
  - Campionato Under-17 Serie A-B: 4º nel girone B. Secondo turno play-off
- Giovanissimi Nazionali (Under-16):
  - Campionato Under-16 Serie A-B: 6º nel girone B
- Giovanissimi Professionisti (Under-15):
  - Campionato Under-15 Serie A-B: 3º nel girone B. Quarti di finale play-off